# Platzoffizier
Als Platzoffizier wurde in Festungen oder großen Garnisonen ein Offizier bezeichnet, dessen Dienst sich ausschließlich auf Dinge beschränkt, welche die Festung oder Garnison selbst betreffen. Der Kommandant der Festung oder Garnison selbst zählt nicht zu den Platzoffizieren. Es gab Platzoffiziere für den Garnisonsdienst, die Festungswerke und die Artillerie. Platzoffiziere waren üblicherweise dem Kommandanten direkt unterstellt – ähnlich wie ein Adjutant dem Truppenkommandeur.

## Garnisonsdienst
Platzmajor (vereinzelt auch Capitain-Wachtmeister genannt) hieß derjenige Platzoffizier, der im Auftrag des Kommandanten oder Gouverneurs größerer Städte oder Festungen den Garnisons- und Wachdienst regelte. Der Platzmajor gab die Parole und die Befehle aus, ordnete manchmal auch die Einquartierung der Garnison und durchmarschierender Truppen. Er war für die Wachdienste und die militärischen Arrestanstalten zuständig. Dem Namen entsprechend hatte der Platzmajor ursprünglich stets den Dienstgrad Major, später mitunter auch Hauptmann oder Leutnant.

## Festungswerke
Platzingenieur oder Ingenieur vom Platz hieß derjenige Platzoffizier, der in Festungen für alles zuständig war, was die Festungswerke betraf. Er war unmittelbar dem Festungskommandanten unterstellt und hatte üblicherweise den Dienstgrad eines Stabsoffiziers oder Hauptmanns.

## Artillerie
Artillerieoffizier vom Platz oder Offizier vom Platz der Artillerie, auch Zeugoffizier, hieß derjenige Platzoffizier, der in Festungen oder Garnisonen mit großen Artillerie-Depots für alles zuständig war, was die Artillerie betraf. Er war unmittelbar dem Festungskommandanten unterstellt und hatte den Dienstgrad eines Stabsoffiziers, Hauptmanns oder Leutnants.